# Jacques Besson (kolarz)
Jacques Besson (ur. 5 maja 1918 w Mont-la-Ville – zm. 25 sierpnia 1984 w Lozannie) – szwajcarski kolarz torowy, srebrny medalista mistrzostw świata.

## Kariera
Największy sukces w karierze Jacques Besson osiągnął w 1946 roku, kiedy zdobył srebrny medal w wyścigu ze startu zatrzymanego zawodowców podczas mistrzostw świata w Zurychu. W zawodach tych wyprzedził go jedynie Włoch Elia Frosio, a trzecie miejsce wywalczył Francuz Louis Chaillot. Kilkakrotnie zdobywał medale mistrzostw Europy, między innymi zwyciężając w swej koronnej konkurencji w latach 1948 i 1949. Ponadto Besson wielokrotnie zdobywał medale torowych mistrzostw Szwajcarii, w tym osiem złotych. Nigdy nie wystąpił na igrzyskach olimpijskich.